# Saint-Gingolph (Švýcarsko)
Saint-Gingolph je obec v západní (frankofonní) části Švýcarska, v kantonu Valais. Nachází se na břehu Ženevského jezera na hranici s Francií; společně s francouzskou obcí Saint-Gingolph tvoří jeden urbanistický celek. Žije zde 981 obyvatel.

## Geografie

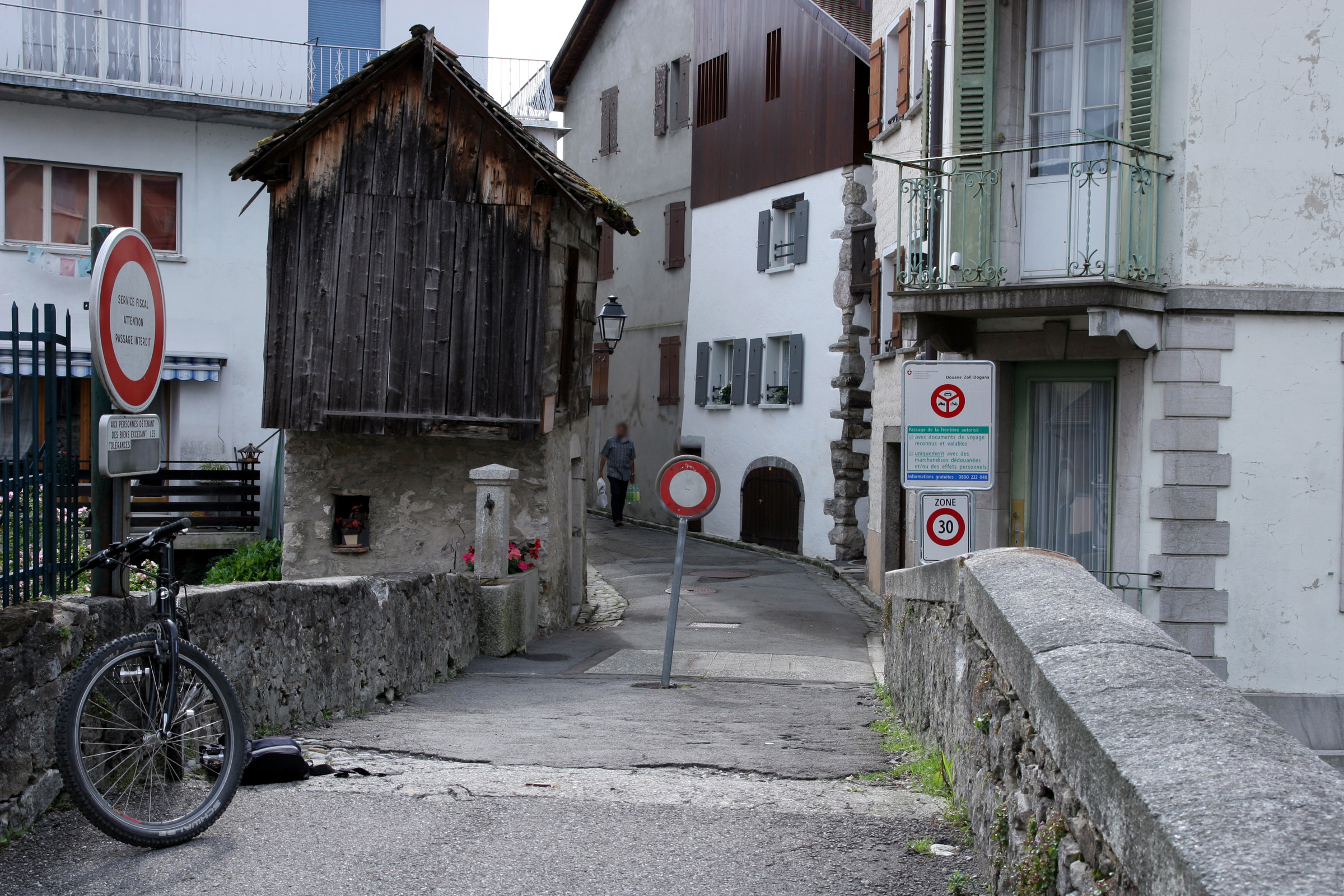
Státní hranice mezi domy v Saint-Gingolph

Saint-Gingolph leží v nadmořské výšce 386 m, vzdušnou čarou přibližně 10 km západojihozápadně od města Montreux. Obec se nachází v dolním Valais, na jižním břehu Ženevského jezera na hranici s Francií, na škrapovém kuželu řeky Morge na severním úpatí pohoří Grammont, které je součástí masivu Chablais-Faucigny.
Území obce zahrnuje část na jižním břehu Ženevského jezera. Břeh jezera v této oblasti je na většině míst velmi strmý. Svahy, které jsou zčásti protkány skalními římsami, jsou hustě zalesněné a rozdělené několika erozními stržemi. Na západě probíhá hranice podél řeky Morge, která zároveň tvoří hranici s Francií. Saint-Gingolph je tak rozdělen na francouzskou a švýcarskou obec na suťovém kuželu Morge na břehu Ženevského jezera. Nejvyšším bodem Saint-Gingolphu je s nadmořskou výškou 1520 m Pic de Blanchard, úpatí masivu Chablais.
K Saint-Gingolph patří vesnice Le Fenalet, La Clesette a Les Esserts na břehu Ženevského jezera.

## Historie

Letecký pohled (1968)

Oblast Saint-Gingolph byla osídlena již v římských dobách. Název místa se odvozuje od svatého Gangolfa, který byl důstojníkem Pipina III. Krátkého a usadil se zde v roce 755. První zmínka o Saint-Gingolph pochází z roku 1153 a nese název Sanctus Gengulfus. Později se objevila jména Sancti Gingulphi (1200), Sanctus Gingulfus (1230) a Sanctus Gingulphus (1436).
Od roku 1153 byl Saint-Gingolph panstvím opatství Ainay a před rokem 1204 pravděpodobně přešel pod savojské opatství Abondance. To jmenovalo v Saint-Gingolphu mistra a později kastelána. V roce 1536 byla oblast dobyta vojsky z Valais společně s Bernskými; opat z Abondance si svá práva ponechal až do roku 1563, kdy je postoupil Du Nant de Grilly. V roce 1646 přešlo panství z rodu Du Nant na rod Riedmattenů, v jejichž držení zůstalo až do roku 1798. Zámek Saint-Gingolph, postavený v letech 1585–1588, poté koupil rod Rivaz. V roce 1900 jej získala obec Saint-Gingolph, které jej od té doby využívá jako společenské centrum. Protože smlouva v roce 1569 udělila Valais pouze území na pravém břehu řeky od Morge, byla obec rozdělena na dvě části. Část vpravo připadla v roce 1570 k hofmistrovství Monthey a v roce 1798 k okresu Monthey. Obec byla dlouhá staletí ve sporu s Évianem a La Tour-de-Peilz o využívání lesů a s Novel v horním Savojsku o alpské pastviny. Malá zóna volného obchodu Saint-Gingolph byla vytvořena v roce 1829, později byla začleněna do Grande Zone v departementu Savoie du Nord a obnovena v roce 1933. V roce 1794 nahradily dosavadní smíšené obecní zastupitelstvo (Conseil mixte) dvě rady, které spravovaly měšťanské statky, z nichž dvě třetiny se nacházely na švýcarském území. Od roku 1949 je za správu zodpovědná jednotná obecní rada, ale o majetek se starají dvě rady, švýcarská a francouzská. Navzdory politickému oddělení jsou obyvatelé aktivní ve společných sdruženích. Během druhé světové války přijalo Švýcarsko na hranicích 689 uprchlíků a 167 jich vrátilo zpět. Po útoku odbojářů na německé jednotky v červenci 1944 uprchlo do Švýcarska téměř všechno francouzské obyvatelstvo Saint-Gingolph; jednotky SS poté francouzskou část obce zapálily.
Ve své knize Die Schweiz muss noch geschluckt werden, napsané jako výzva k obraně Švýcarska za druhé světové války, viděl historik z ETH Klaus Urner Saint-Gingolph jako jediný zbývající koridor, který Švýcarsku umožnil udržet obchodní vztahy se západními spojenci poté, co bylo od roku 1940 obklíčeno mocnostmi Osy. Výše zmíněný incident Wehrmachtu však dokazuje, že i tento koridor mohl Hitler ovládat podle libosti; vývoz zbraní zde nebyl možný: 22. července 1944 zahájil odboj ve francouzské obci Saint-Gingolph povstání, načež německý velitel dostal rozkaz srovnat obec se zemí. Švýcarský starosta byl ujištěn, že společně užívaný kostel bude ušetřen, a bylo mu umožněno vyslat do Francie hasičský sbor, aby ochránil 300 obyvatel, kteří po zásahu plukovníka švýcarské armády uprchli do Švýcarska, když se situace vyhrotila.
Přestože je Saint-Gingolph dostupný po silnici, která byla vybudována v letech 1805-1807 jako vojenská silnice, i po železnici a po vodě, je poměrně odlehlou obcí. Kromě chovu dobytka s lesním hospodářstvím a pastevectvím na rozsáhlých alpských pastvinách, které si udrželo význam až do 20. století, zde od 15. do 20. století hrál roli obchod a průmysl, např. lihovar na vápno, mlýny a papírna, kterou v 19. století nahradila továrna na hřebíky, řetězy a lepenku, lom (19. – 20. století) a loděnice, která fungovala od 17. století do roku 1980. Přestože se v současnosti hotely a obchody nacházejí ve francouzské části města, nabízejí řadu pracovních míst ve službách. Obec je tak zaměřena spíše na cestovní ruch.

## Obyvatelstvo

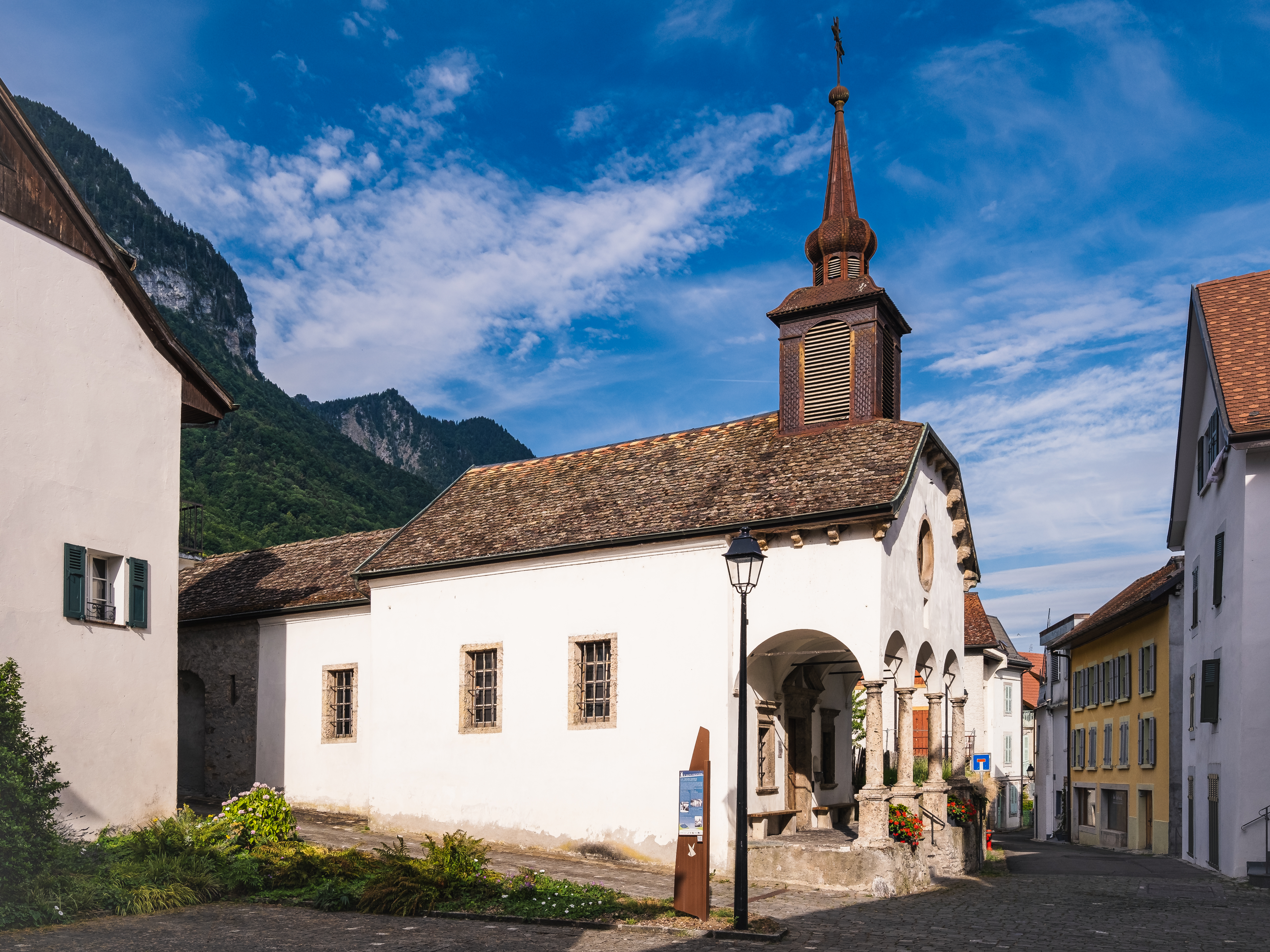
Kaple

| Vývoj počtu obyvatel | Vývoj počtu obyvatel | Vývoj počtu obyvatel | Vývoj počtu obyvatel | Vývoj počtu obyvatel | Vývoj počtu obyvatel | Vývoj počtu obyvatel | Vývoj počtu obyvatel | Vývoj počtu obyvatel | Vývoj počtu obyvatel | Vývoj počtu obyvatel |
| -------------------- | -------------------- | -------------------- | -------------------- | -------------------- | -------------------- | -------------------- | -------------------- | -------------------- | -------------------- | -------------------- |
| Rok                  | 1802                 | 1850                 | 1900                 | 1950                 | 2000                 | 2010                 | 2012                 | 2014                 | 2016                 |                      |
| Počet obyvatel       | 321                  | 627                  | 660                  | 801                  | 773                  | 888                  | 939                  | 917                  | 905                  |                      |

## Hospodářství a doprava

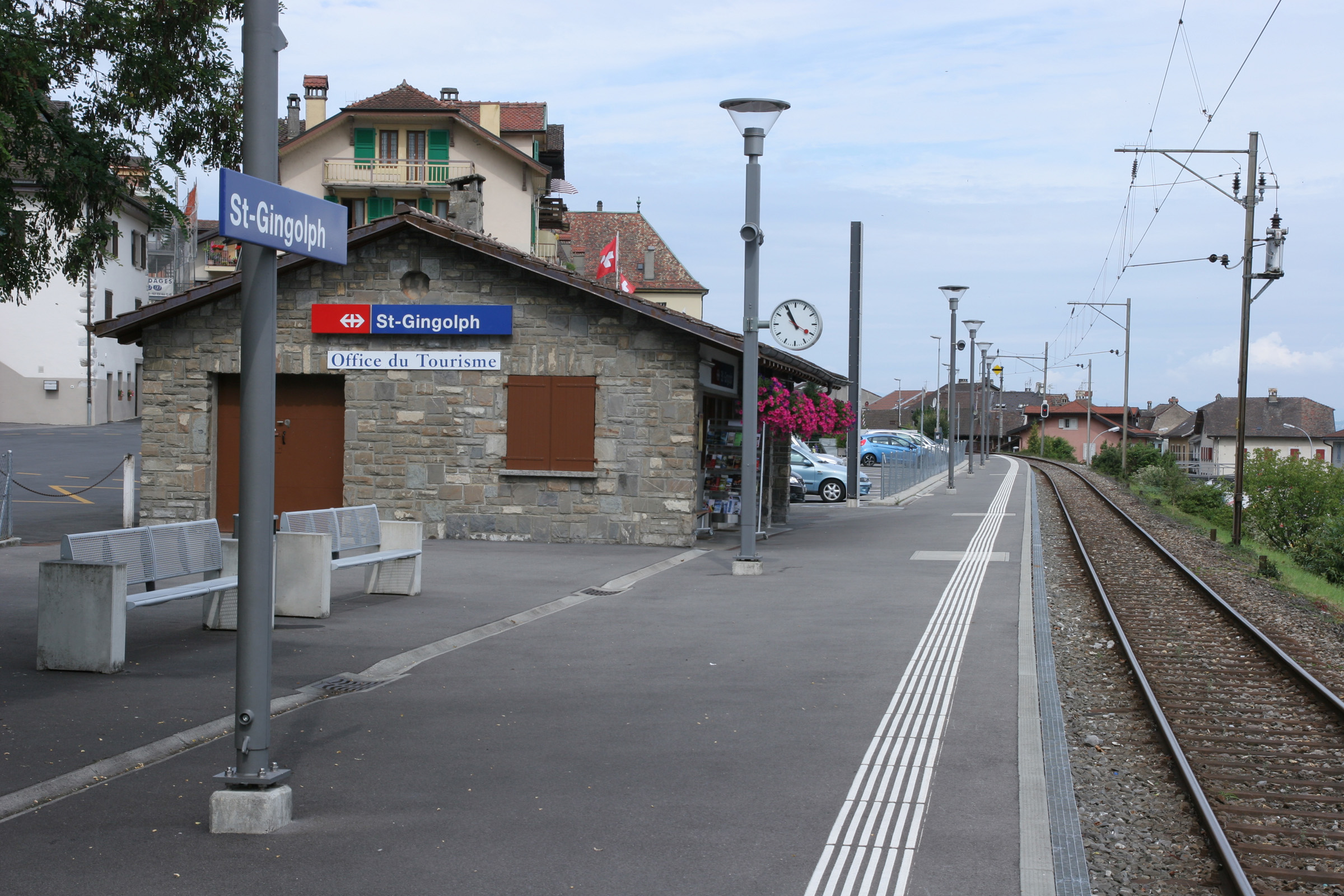
Železniční stanice Saint-Gingolph

Saint-Gingolph se dříve živil hlavně rybolovem. Dnes zde působí různé malé místní podniky. Mnoho zaměstnanců dojíždí za prací do jiných míst ve Švýcarsku i ve Francii.
Obec leží na hlavní silnici 21, která vede ze Saint-Gingolph přes Martigny do Velkého Svatobernardského průsmyku.
Ze stanice Saint-Gingolph na železniční trati Saint-Gingolph-Saint-Maurice odjíždějí denně každou hodinu osobní vlaky systému RegionAlps směrem na Monthey.

## Osobnosti
- Sabine Weiss (1924–2021), švýcarsko-francouzská fotografka